# Ölandbrücke
Die Ölandbrücke (schwedisch Ölandsbron) ist eine Brücke, die Kalmar auf dem schwedischen Festland mit Färjestaden auf der Insel Öland im Osten verbindet. Die vierspurige Straßenbrücke ist nur für Kraftfahrzeuge zugelassen. Fußgänger können die öffentlichen Busse oder die Fähre benutzen, für Radfahrer gibt es einen eigenen Fahrradbus.

## Daten
Sie ist 6072 m lang, 13 m breit und hat 155 Brückenfelder. An ihrer höchsten Stelle liegt die Fahrbahn 41,69 m über dem Meeresspiegel, an ihrer niedrigsten 6,65 m. Ihre Brückendurchfahrtshöhe beträgt 36 m auf einer Breite von 80 m.
Die Brücke gliedert sich in drei Teilstücke. Der niedrige westliche Abschnitt ist 810 m lang und hat 23 Felder. Hieran schließt sich östlich die Hochbrücke mit einer Länge von 910 m und 8 Feldern aus Spannbeton an, von denen die mittleren 6 eine Spannweite von jeweils 130 m haben. Der längste Abschnitt ist der östliche, Öland zugewandte Teil mit einer Länge von 4361 m und 124 Feldern. Die niedrigen 147 Felder bestehen aus Stahlbeton und haben Pfeilerachsabstände von 35,12 m. Es wurden 7.000 Tonnen Betonstahl und 105.000 Kubikmeter Beton verbaut. Der Bau der Brücke kostete 80 Millionen Schwedische Kronen. Weitere 19 Millionen wurden für die Auffahrten zur Brücke investiert.

## Geschichte

### Vorgeschichte und Bau
Schon im Jahr 1932 gab es erste konkrete Vorschläge für eine feste Brückenverbindung zwischen Öland und dem Festland. Erst am 18. November 1966 wurde durch einen Regierungsbeschluss der Bau der Großbrücke als Plan festgehalten. Der erste Spatenstich erfolgte am 30. Dezember 1967 durch den damaligen Verkehrsminister Svante Lundkvist.
Bereits mit der Entscheidung für den Bau der Brücke stoppte die Abwanderung der Bevölkerung von der Insel Öland. Vor allem in den 1970er Jahren entstanden um den östlichen Brückenkopf um Färjestaden, dem früheren Fährhafen der Insel, zahlreiche neue Häuser und touristische Infrastruktur wie der Ölands Djur & Nöjespark.
Unterhalb der Fahrbahn wurde zudem eine Trinkwasserleitung verlegt, die für die wegen der geringen Niederschläge chronisch zu trockene Insel eine lebenswichtige Versorgungsleitung darstellt. 
Die Brücke wurde am 30. September 1972 eröffnet und ist bis heute die längste Brücke Schwedens. Die Öresundbrücke, die Schweden mit Dänemark verbindet, ist zwar insgesamt länger, nicht aber ihr schwedischer Teil. Früher war die Ölandbrücke darüber hinaus die längste Brücke in Europa.

### Seit Eröffnung
Die Ölandbrücke wurde seit ihrer Einweihung zahlreichen Reparatur- und Sanierungsarbeiten unterzogen. Während der Planung und des Baus der Brücke wurde die Aggressivität der Umgebung unterschätzt. Damals wurde der Kalmarsund nicht als Meeresumwelt eingestuft. Dies bedeutete, dass ein geringerer Zementgehalt, eine weniger überdeckende Betonschicht und ein höherer Wasser-Zement-Anteil möglich waren als heute zulässig. Dies führte zu einer geringeren Festigkeit des Betons. Darüber hinaus war beim Bau der Brücke das Mischen von Beton mit Brackwasser aus dem Kalmarsund für bestimmte Bauteile zulässig, was zur Korrosion des Bewehrungsstahls führt. Die Belastung der Brücke durch Seegang und Wind sowie die ständige Abnutzung durch durchschnittlich 18.600 Fahrzeuge, die täglich die Brücke überqueren sind weitere Gründe, warum die Brücke regelmäßig saniert wird. Zwischen 1972 und 2017 wurde die Ölandsbron entsprechend dem Preisniveau von 2010 für etwa 1,1 Milliarden SEK (damals etwa 114 Millionen Euro) instand gehalten und verbessert. Dies ergibt Wartungskosten von etwa 300 SEK pro Quadratmeter und Jahr. Diese Kosten liegen auf normalem Niveau für Brücken von der Größe und Komplexität der Ölandbrücke.
Im Jahr 2005 führte die schwedische Straßenverwaltung Vägverket eine Studie durch, die ergab, dass die Brücke voraussichtlich noch weitere 70 Jahre, also bis zum Jahr 2075, halten kann.
Im Jahr 2013 wurde die Beleuchtung auf der Ölandbrücke durch energiesparende LEDs ersetzt und gleichzeitig eine Technologie eingeführt, mit der die Beleuchtung je nach Verkehrsintensität verändert wird.
Für die Jahre 2024–2027 plant die schwedische Transportverwaltung Trafikverket, erneut Wartungsmaßnahmen an der Brücke durchzuführen. Es sollen die Deckschichten an Hauptträgern, Querträgern und Fahrbahn repariert sowie die Dichtungsprofile der Übergangskonstruktionen ausgetauscht werden.

## Verkehr
Der durchschnittliche Verkehr auf der Ölandbrücke beträgt in den Sommermonaten etwa 25.000 Fahrzeuge pro Tag und im Rest des Jahres etwa 15.000 Fahrzeuge pro Tag. Während des Erntedankfests in der letzten Septemberwoche kann der Verkehr bis zu 36.000 Fahrzeuge pro Tag betragen.